# Výsypka

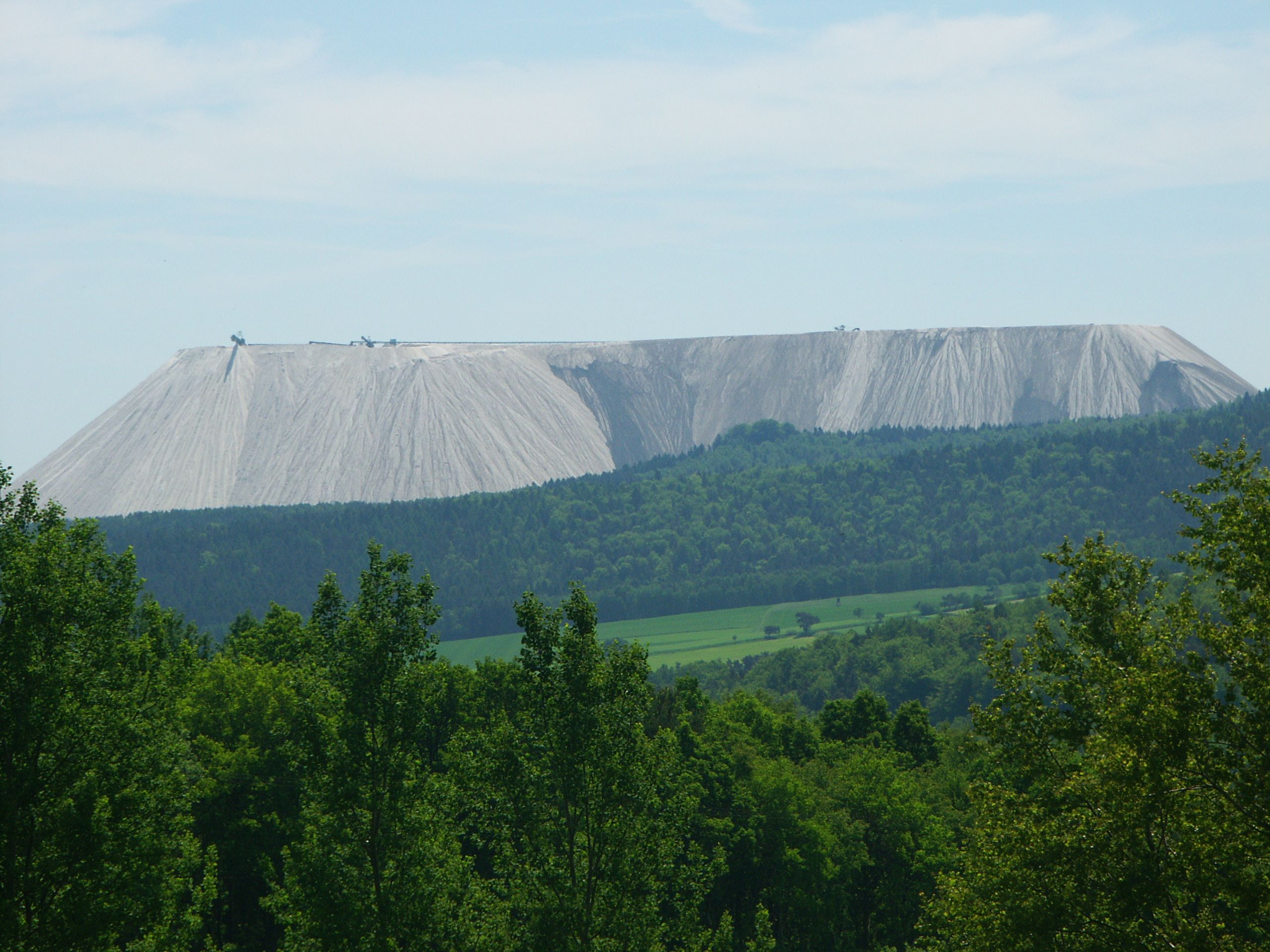
Téměř 200 m vysoká výsypka „Monte Kali“ u Heringenu v Hesensku

Výsypka nebo také halda (z něm. die Halde), příp. odval či kypa, je velká hromada více méně sypkého materiálu (hlušiny), který vzniká lidskou činností jako odpad při těžbě různých nerostných surovin (uhlí, uran, kaolin, bentonit) nebo při průmyslové výrobě (zejména hutnictví). Je to tedy antropogenní krajinný útvar, tj. útvar vytvořený člověkem, obsahující nadložní a podzemní vrstvy, vytěžené v lomech a hlubinných dolech. Slouží k dočasnému nebo trvalému uložení těchto vytěžených skrývkových hmot.

## Obecně
Výsypka neobsahuje těžené materiály v dostatečné koncentraci nebo dostatečné kvalitě, přesto může obsahovat stopy látek nebezpečných, například radioaktivních. Materiál výsypky pochází z hlubších vrstev a jen pozvolna se na něm může uchytit vegetace, a to jen jistého typu. Naopak u výsypek nezpevněných vegetací hrozí sesuvy půdy; sesuv výsypky v Aberfanu ve Walesu roku 1966 si vyžádal 144 obětí, většinou školních dětí. Jiné nebezpečí, zejména u výsypek uhelných dolů, představuje podzemní hoření zbytků uhlí, které se obvykle nedá hasit a může trvat několik let.

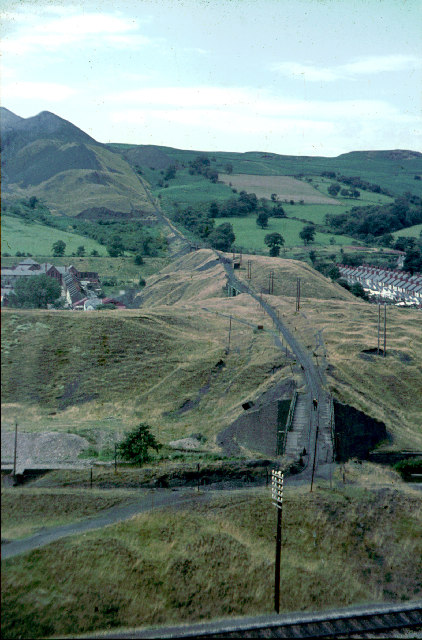
Výsypky v Aberfanu

V mnoha zemích proto zákon nařizuje těžebním společnostem, že musí výsypky rekultivovat. Výsypky tvoří významné krajinné dominanty o mocnosti až kolem 100 m a výrazně dokážou změnit ráz okolí. Například v Belgii se rekultivované výsypky využívají jako lyžařské svahy, terénem vedou cyklostezky a podobně. Na jižních svazích se zakládají vinice (v Česku např. u Litvínova) nebo sady. Někdy se změnou technologie stane materiál výsypky znovu ekonomicky zajímavým a začne se zpracovávat.
Od výsypek, jež mají více méně homogenní složení, je třeba odlišovat skládky, vzniklé skladováním různorodých, často organických nebo chemicky aktivních odpadů. U těch je třeba zvláštních opatření kvůli nebezpečí kontaminace podzemní vody a podobně. Podobným případem jsou odkaliště.
Výsypky se dělí podle umístění na:
- vnitřní – uvnitř lomu v lokalitě, která je už vytěžena;
- vnější – v blízkém okolí lokality těžby.

## Využití
Takto nově vzniklé lokality výsypek po rekultivačních a revitalizačních úpravách jsou jako ideální pro realizace nejrůznějších staveb a areálů s mnoha využitími. Konkrétními procesy, které navrací krajině původní vzhled a funkci, jsou rekultivace. Stavby lze realizovat až s časovým odstupem řady let, kdy nasypaný materiál slehne.
Může jít třeba o rekreační centra. Příkladem je jezero Most, kde vzniká jezero s malým přístavem a rekreační zónou pro přilehlé město. Kolem se chytá bruslařská dráha a cyklostezka nebo také zázemí pro podnikatelskou činnost a procházky po lesnických rekultivacích a nových parcích.
Mnoho výsypek je naopak navráceno zpět přírodě a ponecháno přirozenému vývoji sukcesních společenstev rostlin a osídlení novými živočichy – vzniká zde tzv. nová divočina. Typickým příkladem je Kopistská výsypka.

## Seznam výsypek v Podkrušnohoří (vnější výsypky)

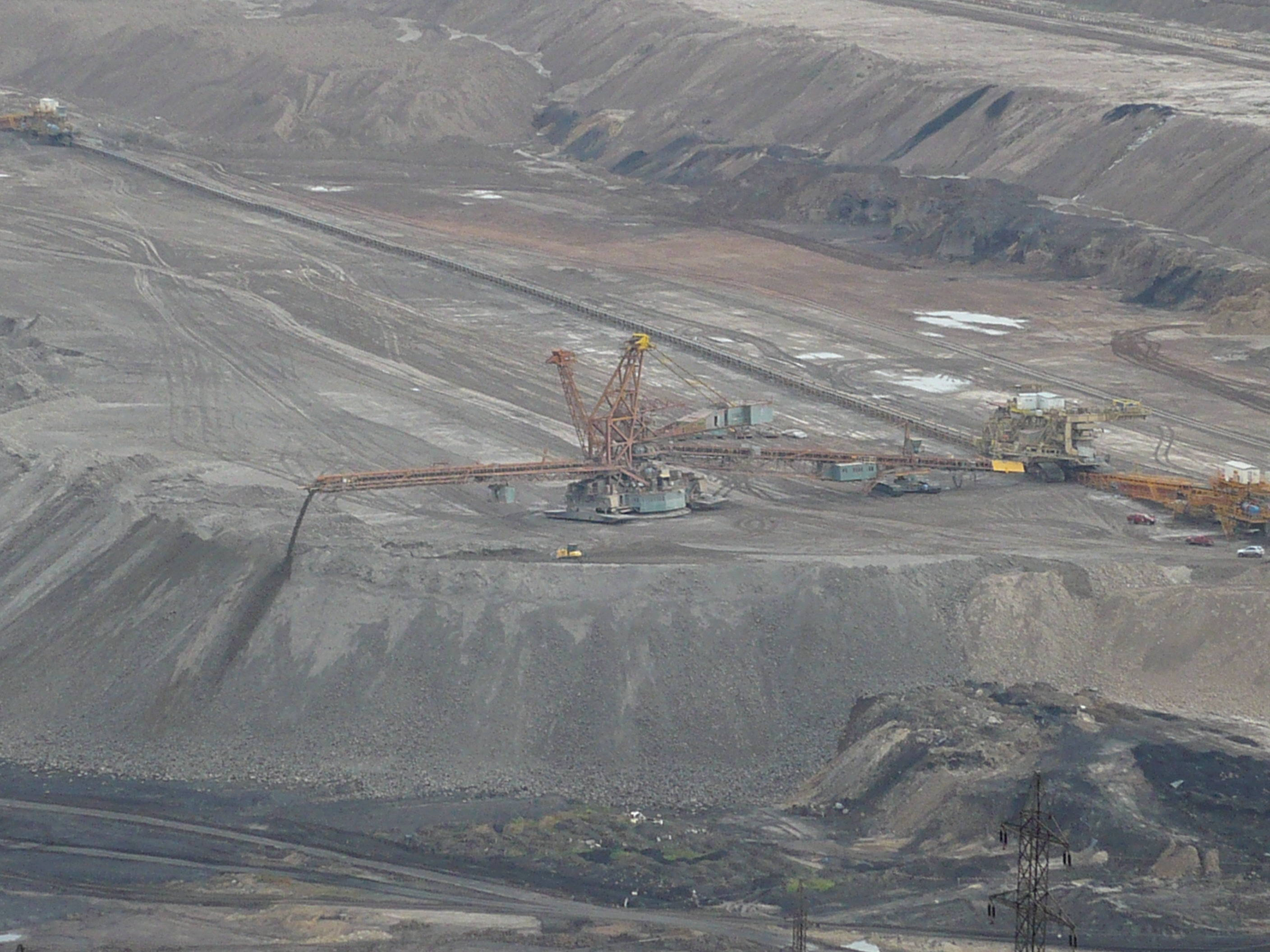
Výsypkové hospodářství lomu Bílina v severních Čechách

Sokolovsko:
- Loketská výsypka
- Smolnická výsypka
- Velká podkrušnohorská výsypka
- Výsypka Antonín
- Výsypka Lítov – Boden
- Výsypka SilvestrVýsypkové hospodářství lomu Bílina v severních Čechách

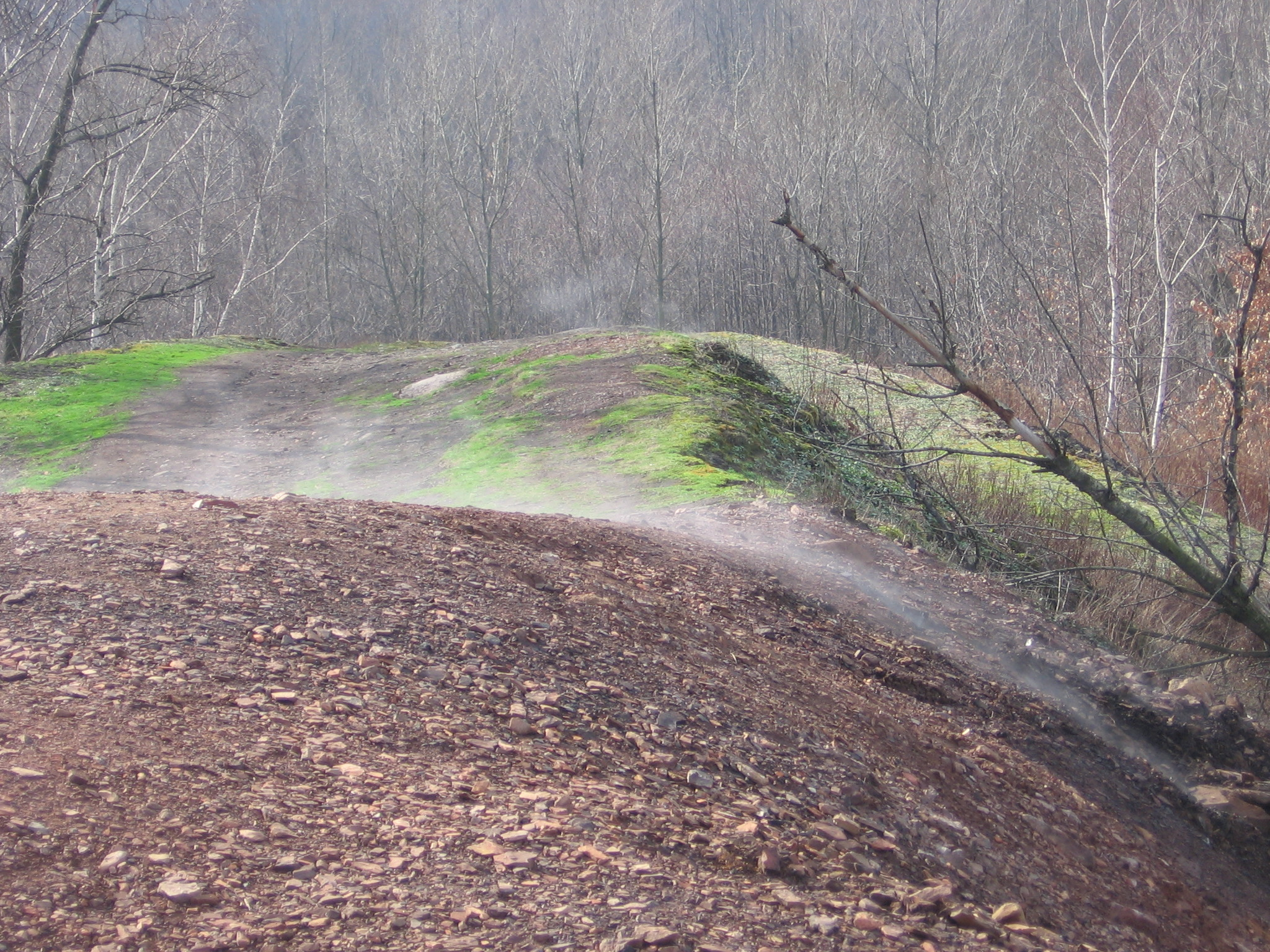
Dýmající halda Ema

Mostecko
- Čepirožská výsypka
- Hornojiřetínská výsypka
- Kopistská výsypka
- Růžodolská výsypka
- Střimická výsypka
- Velebudická výsypka
- Výsypka Malé Březno

Teplicko
- Radovesická výsypka
- Výsypka Pokrok

## Haldy v Ostravě

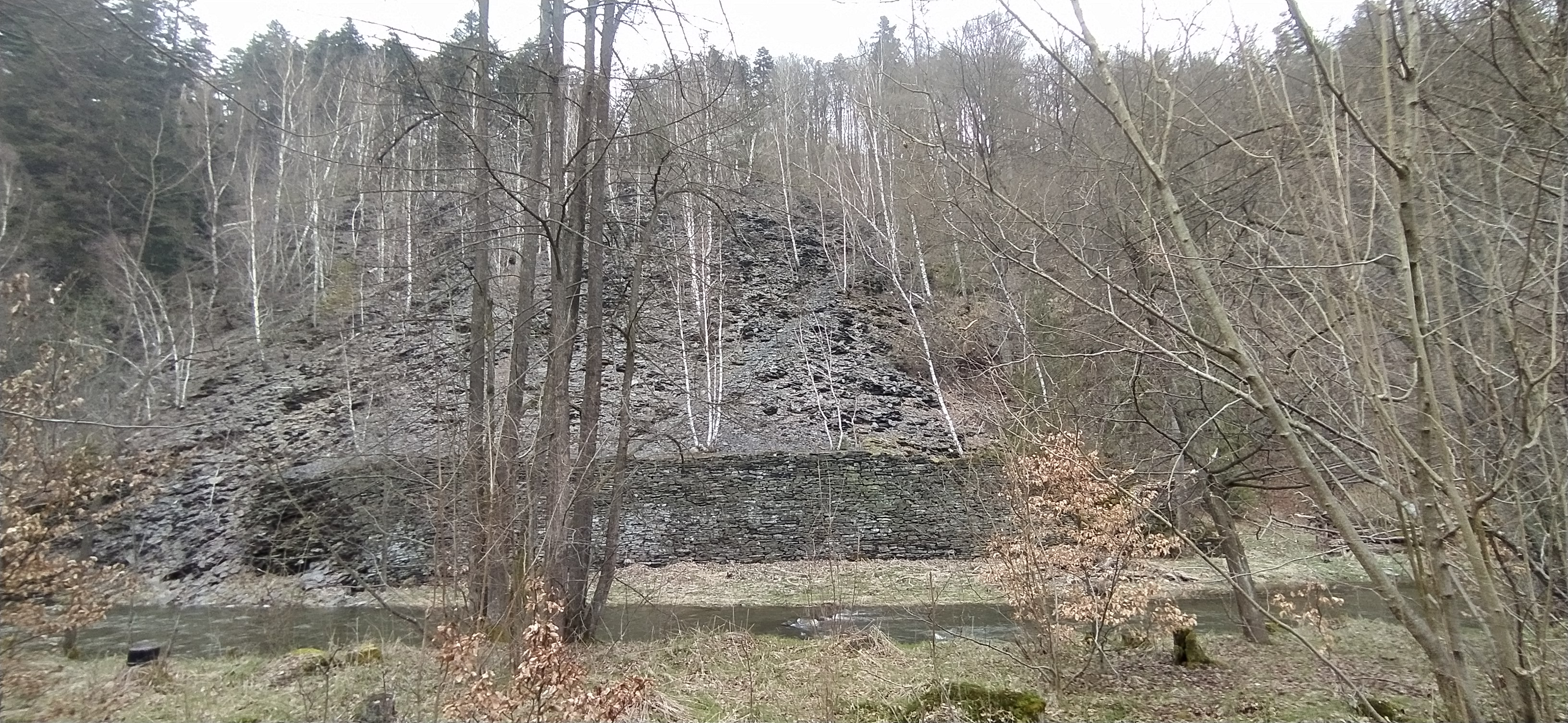
Výsypka břidlice nad řekou Odrou - halda V Zátočině

- Halda Ema
- Odval Lihovarská
- Odval na Ostravici
- Halda Heřmanice
- Halda Hrabůvka
- Přívozská halda
- Odval Hrabová (zrušeno)

## Haldy na Kladensku
- Buštěhradská halda
- Tuchlovická halda

## Haldy v Olomouckém kraji
- Halda V Zátočině (odval pod Starými Oldřůvkami) nad řekou Odrou
- Haldy ve Velké Střelné - haldy významných břidličných dolů